# Keltská noc
Keltská noc – Celtic Night je žánrově zaměřený, dnes již 3-denní festival tradiční keltské kultury. Festival se každoročně koná v Plumlově (okres Prostějov) v kempu Žralok.

## Popis akce
Keltská noc se konala poprvé v roce 2002 jako dva samostatné koncerty, jeden v Olomouci na Pevnůstce a druhý na Plumlovské přehradě na pláži U vrbiček, který zorganizoval zakladatel a duchovní otec Keltské noci - Tom Somr, česko-dánský muzikant. Na tomto prvním ročníku, který dal základ tomuto jedinečnému festivalu, vystupovala tehdejší kapela Toma Somra z Dánska - Comely Grace, irsko-australská skupina Gone Jones a také Tomáš Kočko a Orchestr.
Festivalový program tvoří každoročně cca 20 hudebních souborů z celého světa, který doplňuje doprovodný program jako například ukázky keltských bojů, keltská kovářská výroba, ukázky pečení chleba, seminář keltské čarodějky, ukázky tradičního života keltů a keltská řemesla, výuku irských tanců, ohňová show, atd. Na pódiu festivalu Keltská noc se za 23 let jeho existence představilo více než dvě stovky interpretů a skupin z Evropy i zámoří, jako například irští Sliotar z Dublinu, Gráda (IRL/NZ), Sharon Shannon (IRL), Paulin Scanlon (IRL), Steafán Hannigan z Kanady, dále z Dánska Tradish, rakouští Celtica Pipes Rock, Paddy Murphy, Cisal Pipers z Itálie, ze Španělska Boys of the Hills, Groggy Dogs, Red Rum, z Francie skupina Celkilt, argentinská skupina Skiltron, Los Paddys de la Pampas, Matching Ties (DE/USA/IRL), Irish Rose ze Slovenska, z Polska skupiny Percival, Carrantuohill, Celtycki Wroclaw se zpěvačkou Ula Kapala, maďarští Selfish Murphy, české a moravské skupiny Tomáš Kočko a Orchestr, Bran, Poitín, Gwalarn, České srdce, Vintage Wine, Happy to meet, Quanti Minoris, Isara, Wolfarian, Hakka Muggies a spousta dalších. Irské tance na festivalu zastupují skupiny Eriu (PL) Démáirt (CZ) a Fiachbán (CZ) v minulosti také Seamróg a Coiscéim. Keltská řemesla a keltský tábor předvádí historická skupina Latenart a ohňová show skupina Akáda.